# Louis III d'Anjou
Pour les articles homonymes, voir Louis d'Anjou (homonymie).
Louis III (1403-1434) est un roi titulaire de Naples, de Sicile et de Jérusalem, duc d'Anjou, de Touraine et de Calabre, comte de Provence et du Maine.

## Biographie
Fils du duc Louis II d'Anjou et de Yolande d'Aragon, il est investi roi de Naples par le pape Martin V le 4 décembre 1419.
Malgré une alliance avec Milan et Venise, ainsi qu'un rapprochement tardif avec la reine Jeanne II de Naples (qui l'adopte en 1423), il ne peut assurer son pouvoir au royaume de Naples où intervient maintenant le roi d'Aragon Alphonse le Magnanime qui porte la guerre jusqu'en Provence.
En 1424, il épouse Isabelle de Bretagne en application d'un traité passé à Angers le 3 juillet 1417, rompu ensuite par le père d'Isabelle Jean V de Bretagne, duc de Bretagne.
Il épouse ensuite, en 1432, Marguerite, fille du duc Amédée VIII de Savoie et de Marie de Bourgogne, mais n'a pas d'enfants.
La deuxième maison d'Anjou à régner sur la Provence est très profondément tournée vers la France : Louis III d'Anjou abandonne les projets de conquête en Italie, et part combattre les Anglais aux côtés du roi de France en 1426. Il figure parmi les compagnons de Jeanne d'Arc et assiste au sacre de Reims en 1429.
Il meurt de la malaria le 12 novembre 1434 en Calabre, à Cosenza.
Son frère René d'Anjou lui succède dans ses titres et droits de roi titulaire de Sicile et de Jérusalem, comte de Provence.